# Pseudoschlumbergerina
Pseudoschlumbergerina es un género de foraminífero bentónico de la subfamilia Sigmoilinitinae, de la familia Hauerinidae, de la superfamilia Milioloidea, del suborden Miliolina y del orden Miliolida. Su especie tipo es Sigmoilina ovata. Su rango cronoestratigráfico abarca el Holoceno.

## Discusión
Clasificaciones más recientes han incluido Pseudoschlumbergerina en la Subfamilia Quinqueloculininae, de la Familia Quinqueloculinidae.

## Clasificación
Pseudoschlumbergerina incluye a la siguiente especie:
- Pseudoschlumbergerina ovata